# لیپودیستروفی شکمی کانون‌گریز
لیپودیستروفی شکمی کانون‌گریز (انگلیسی: Centrifugal abdominal lipodystrophy) یک درگیری پوستی است که مشخصه‌اش از دست رفتن چربی زیرپوستی است که تدریجاً گسترش می‌یابد.: 496–7 